# Lądolód Patagoński Południowy

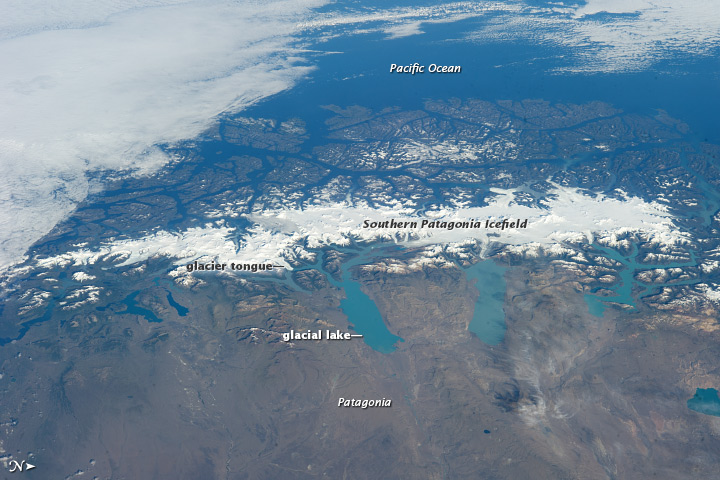
Zdjęcie satelitarne

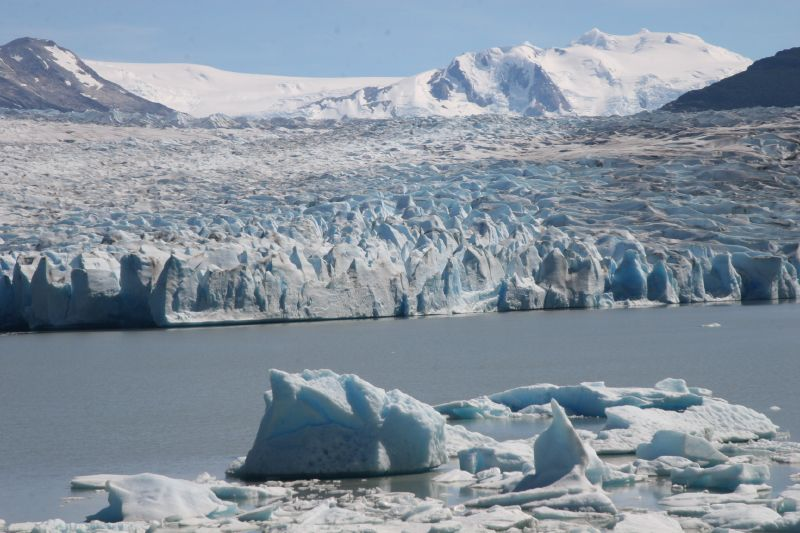
Widok na lodowiec Grey

Lądolód Patagoński Południowy (hiszp. Campo de Hielo Patagónico Sur) – największy fragment lądolodu poza Antarktydą i Grenlandią. Znajduje się między 48º20' a 51º30' stopniem szerokości geograficznej południowej, w patagońskiej części Andów. W rozciągłości południkowej liczy około 350 km. Z ogólnej powierzchni 16 800 km² na obszarze Chile położone jest 14 200 km², a pozostałe 2600 km² znajduje się na terenie Argentyny.
Lądolód jest reliktem okresu wielkich zlodowaceń plejstoceńskich. Spływa z niego 49 bocznych lodowców, w tym największe: Upsala (902 km²), Viedma (978 km²), Perito Moreno (258 km²) – spływające na stronę argentyńską oraz lodowiec Pío XI (1265 km²), Balmaceda, Serrano, Geike, Grey – spływające po stronie chilijskiej. Woda z topiącego się lodu tworzy ogromne jeziora lodowcowe, często nazwane tak samo jak ich macierzyste lodowce, np. jezioro Viedma i Grey; innymi dużymi jeziorami z wód roztopowych są Argentino (drugie co do wielkości w Patagonii, zaraz po jeziorze Buenos Aires/General Carrera) i O’Higgins/San Martín.
Znaczna część lądolodu chroniona jest parkami narodowymi. Fragmenty pokrywy lodowej obejmują parki narodowe: Park Narodowy Bernardo O’Higgins i Torres del Paine w Chile oraz Park Narodowy Los Glaciares w Argentynie.